# Flughafen Matsu Nangan

i7
i11
i13
| Jahr | Flugbe- wegungen | Passagiere | Fracht (in t) |
| ---- | ---------------- | ---------- | ------------- |
| 2005 | 5.283            | 190.504    | 294,2         |
| 2006 | 4.440            | 165.569    | 713,4         |
| 2007 | 4.041            | 161.573    | 602,0         |
| 2008 | 4.408            | 190.341    | 744,9         |
| 2009 | 4.316            | 183.689    | 782,9         |
| 2010 | 3.773            | 166.001    | 720,6         |
| 2011 | 4.313            | 188.909    | 822,4         |
| 2012 | 4.467            | 195.963    | 1.077,6       |
| 2013 | 4.632            | 212.856    | 1.298,1       |
| 2014 | 4.628            | 240.220    | 1.386,5       |
| 2015 | 4.042            | 223.576    | 1.455,9       |
| 2016 | 4.567            | 259.289    | 1.496,0       |

Der Flughafen Matsu Nangan (chinesisch 馬祖南竿機場, Pinyin Mǎzǔ Nángān Jīchǎng, IATA-Code: LZN, ICAO-Code: RCFG) ist ein kleiner Inlandsflughafen in der Republik China auf der Insel Nangan, die zu den Matsu-Inseln gehört.

## Geschichte
Auf der Insel Nangan befand sich ursprünglich ein kleiner Militärflugplatz. Nachdem die militärische Verwaltung der Matsu-Inseln in zivile Hände übergegangen war, begannen ab dem 31. Dezember 1997 die konkreten Planungen zum Bau eines zivilen Flughafens auf der Insel Nangan. Von Juli 1998 bis 2002 dauerten die Bauarbeiten und der Flugbetrieb wurde offiziell am 23. Januar 2003 aufgenommen. Die Gesamtkosten des Baus beliefen sich auf 2,276 Milliarden NT$ (ungefähr 60–70 Mio. €). Nach der Eröffnung wurde der Flughafen von durchschnittlich 150.000 bis 200.000 Fluggästen pro Jahr frequentiert und ersetzte zu großen Teilen die bisherigen Verbindungen per Schiff in Richtung der Insel Taiwan.

## Lage, Abmessungen
Das Flughafengelände umfasst eine Fläche von 38 Hektar und liegt am östlichen Rand der Insel in der Gemeinde Fuxing. Der Flughafen verfügt über eine Start- und Landebahn von 1579 × 30 Metern, drei Parkpositionen für Flugzeuge von der Größe einer De Havilland DHC-8 und eine Hubschrauber-Parkposition. Das Flughafenterminal hat eine Fläche von 2872 m².

## Fluggesellschaften und -ziele
Vom Flughafen gibt es Linienflüge nach Taipeh-Songshan und nach Taichung. Pro Tag gibt es durchschnittlich 12 bis 13 Flugbewegungen. Die einzige Fluggesellschaft, die den Flughafen mit Langstreckenflügen bedient, ist Uni Air. Zu den nahegelegenen Inseln Juguang und Dongyin gibt es etwa zwischen Oktober und März jeden Jahres eine tägliche Hubschrauberverbindung von Daily Air.

## Unfälle
Bisher ereigneten sich keine schwerwiegenden Unfälle am oder in der Nähe des Flughafens (Stand 2015).